# Meyers Klassiker-Ausgaben
Unter dem Titel Meyers Klassiker-Ausgaben (zunächst Meyers Klassiker-Ausgaben in 150 Bänden) erschien seit 1870 bis in die 1930er Jahre eine Reihe von Werkausgaben klassischer, hauptsächlich deutschsprachiger Schriftsteller.

## Geschichte und Konzeption
Die Reihe erschien im Bibliographischen Institut. Sie geht auf frühere Unternehmungen des Verlagsgründers Joseph Meyer zurück, vor allem auf Meyer's Groschen-Bibliothek der Deutschen Classiker für alle Stände (deren Motto „Bildung macht frei“ lautete) und Meyers Volksbücher, von wo einzelne Editionen übernommen wurden.
Das Ziel der Buchreihe war es, die wichtigsten Autoren der neueren deutschen Literatur – mit einzelnen Ergänzungen aus anderssprachigen Literaturen – in repräsentativen Ausgaben zur Verfügung zu stellen. Die Zusammenstellungen sollten den dauerhaft gültigen Werkbestand des jeweiligen Autors umfassen. Die Textdarbietung folgte kritischen Editionsstandards. Alle Bände enthalten Erläuterungen und z. T. sehr umfangreiche, kleingedruckte biographische Einleitungen.
Den Schwerpunkt der Sammlung bildet die lyrische und dramatische Dichtung innerhalb des Zeitraumes von 1750 bis 1850. Aufgenommen sind ausschließlich Autoren, die im späten 19. Jahrhundert als „klassisch“ galten. Eine überragende Stellung kommt, im Blick auf den Umfang und editorischen Aufwand der ihm gewidmeten Ausgaben, Johann Wolfgang Goethe zu. Einzelne Ausgaben – z. B. die von Ernst Elster herausgegebene Heine-Ausgabe – waren in ihrer Zeit von maßgeblicher Bedeutung. Die ebenfalls gebotene zehnbändige Ausgabe der Werke Shakespeares setzt voraus, dass es sich bei der Schlegel-Tieckschen Übertragung um eine literarische Leistung von eigenständiger Bedeutung handelt.

## Herausgeber und Neubearbeitungen
Hauptherausgeber der Reihe war der Germanist Ernst Elster. Die Bearbeitung der einzelnen Werkausgaben oblag fachkundigen Herausgebern, zumeist Germanisten.
Bis in die späten dreißiger Jahre erfolgten zahlreiche Nachdrucke. Mehrfach wurden einzelne Ausgaben durch Neubearbeitungen ersetzt oder ergänzt.

## Gestaltung
Die Bände wurden in bibliophiler Gestaltung und buchtechnisch anspruchsvoller Art hergestellt. Am verbreitetsten und heute bekanntesten ist die Einbandgestaltung in dunkelgrüner Leinwand mit einer hübschen farb- und goldgeprägten Jugendstilornamentik auf Rücken und Vorderdeckel. Hinzu kommen gemusterte, farbige Vorsätze und ein farbig marmorierter Schnitt.
Es erschienen aber auch Exemplare in Halbledereinband sowie (um und nach 1918 kriegs- und wirtschaftsbedingt) in schlichterer Ausführung.

## Ausgaben
- Ariosts Rasender Roland. Die schönsten Episoden des Gedichtes. Nach der Übersetzung von Johann Diederich Gries [Zwei Bände], Leipzig / Wien: Bibliographisches Institut, 1882.
- Arnims Werke. Hrsg. von Julie Dohmke. Kritisch durchgesehene und erläuterte Ausgabe, Leipzig / Wien: Bibliographisches Institut, [1892].
  - Arnims Werke. Hrsg. von Alfred Schier. Kritisch durchgesehene und erläuterte Ausgabe [Drei Bände], Leipzig und Wien: Bibliographisches Institut, [1925].
- Björnsons ausgewählte Werke. Aus dem Norwegischen von Edmund Lobedanz [Drei Teilbände], Leipzig / Wien: Bibliographisches Institut, [1887].
- Brentanos Werke. Hrsg. von Julie Dohmke. Kritisch durchgesehene und erläuterte Ausgabe, Leipzig und Wien: Bibliographisches Institut, [1893].
  - Brentanos Werke. Hrsg. von Max Preitz. Kritisch durchgesehene und erläuterte Ausgabe [Drei Bände], Leipzig / Wien: Bibliographisches Institut, [1914] [Nachdruck: Bern: Lang, 1970].
- Bürgers Gedichte. Hrsg. v. Arnold G. Berger. Kritisch durchgesehene und erläuterte Ausgabe, Leipzig / Wien, Bibliographisches Institut, [1891].
- Byrons Werke. Übersetzt von Adolph Böttger, W. Grüzmacher [et al.]. Herausgegeben von Friedrich Brie. Kritisch durchgesehene und erläuterte Ausgabe [Vier Bände], Leipzig / Wien: Bibliographisches Institut, [1872].
  - Byrons Werke. Übersetzt von Adolph Böttger, W. Grüzmacher [et al.]. Herausgegeben von Friedrich Brie. Kritisch durchgesehene und erläuterte Ausgabe [Vier Bände], Leipzig / Wien: Bibliographisches Institut, [1912].
- Chamissos Werke. Hrsg. von Heinrich Kurz. Kritisch durchgesehene und erläuterte Ausgabe [Zwei Bände], Leipzig / Wien: Bibliographisches Institut, [ca. 1870].
- Chamissos Werke. Hrsg. von Hermann Tardel. Kritisch durchgesehene und erläuterte Ausgabe [Drei Bände], Leipzig / Wien: Bibliographisches Institut, [1907].
- Die Lieder der sogenannten älteren Edda, nebst einem Anhang: Die mythischen und heroischen Erzählungen der Snorra-Edda. Übersetzt und erläutert von Hugo Gering, Leipzig und Wien: Bibliographisches Institut [1892].
- Eichendorffs Werke. Hrsg. von Richard Dietze. Kritisch durchgesehene und erläuterte Ausgabe [Zwei Bände], Leipzig / Wien: Bibliographisches Institut, [1891].
  - Eichendorffs Werke. Hrsg. von Adolf von Grolmann. Kritisch durchgesehene und erläuterte Ausgabe [Zwei Bände], Leipzig / Wien: Bibliographisches Institut, [1928].
- Freiligraths Werke. Hrsg. von Paul Zaunert. Kritisch durchgesehene und erläuterte Ausgabe [Zwei Bände], Leipzig / Wien: Bibliographisches Institut, [1912].
- Geibels Werke. Hrsg. von Wolfgang Stammler. Kritisch durchgesehene und erläuterte Ausgabe [Drei Bände], Leipzig / Wien: Bibliographisches Institut, [1918].
- Gellerts Dichtungen. Hrsg. von Adolf Schullerus. Kritisch durchgesehene und erläuterte Ausgabe, Leipzig / Wien: Bibliographisches Institut, [1891].
- Goethes Werke. Kritisch durchgesehene und erläuterte Ausgabe. Unter Mitwirkung mehrerer Fachgelehrter hrsg. von Karl Heinemann [Dreißig Bände; „Große Ausgabe“; zus. ca. 12000 Seiten], Leipzig / Wien: Bibliographisches Institut, [1901–08]. (Mitbearbeiter dieser Ausgabe waren Georg Ellinger, Otto Harnack, Gotthold Klee, Theodor Matthias, Harry Maync, Viktor Schweizer, Karl Vossler und Robert Weber).
  - Goethes Werke. Unter Mitwirkung mehrerer Fachgelehrter hrsg. von Karl Heinemann. Kritisch durchgesehene und erläuterte Ausgabe [Fünfzehn Bände; „Kleine Ausgabe“, zus. ca. 7600 Seiten], Leipzig / Wien: Bibliographisches Institut, [1901–1904].
- Goethes Werke. Herausgegeben von Heinrich Kurz. Kritisch durchgesehene und erläuterte Ausgabe. 12 Bde. Leipzig u. Wien: Bibliographisches Institut o. J. [1899].
  - Goethes Werke. Festausgabe zum 100-jährigen Bestehen des Bibliographischen Instituts 1826–1926. Kritisch durchgesehene Ausgabe mit Einleitungen und Erläuterungen. Im Verein mit F. Bergemann, E. A. Boucke, M. Hecker, R. Richter, J. Wahle, O. Walzel, R. Weber herausgegeben von Robert Petsch [Achtzehn Bände; erschienen in drei Ausführungen], Gotha / Hildburghausen / Leipzig: Bibliographisches Institut, 1926.
- Gogols Werke. Hrsg. von Arthur Luther [Zwei Bände], Leipzig: Bibliographisches Institut, [1923].
- Grabbes Werke. Herausgegeben von Albin Franz und Paul Zaunert. Kritisch durchgesehene und erläuterte Ausgabe [Drei Bände], Leipzig und Wien: Bibliographisches Institut, [1910].
- Grillparzers Werke. Hrsg. von Rudolf Franz. Kritisch durchgesehene und erläuterte Ausgabe [Fünf Bände], Leipzig und Wien: Bibliographisches Institut., [1903].
- Gutzkows Werke. Hrsg. von Peter Müller. Kritisch durchgesehene und erläuterte Ausgabe [Vier Bände], Leipzig / Wien: Bibliographisches Institut, [1911].
- Hauffs Werke. Hrsg. von Max Mendheim. Kritische durchgesehene und. erläuterte Ausgabe [Vier Bände], Leipzig / Wien: Bibliograph. Inst., [1909].
- Hebbels Werke. Herausgegeben von Karl Zeiss. Kritisch durchgesehene und erläuterte Ausgabe [Vier Bände], Leipzig und Wien: Bibliographisches Institut, [1899/1900].
  - Hebbels Werke. Im Verein mit Fritz Enss und Carl Schaeffer herausgegeben von Franz Zinkernagel. Kritisch durchgesehene und erläuterte Ausgabe [Sechs Bände], Leipzig / Wien: Bibliographisches Institut, [1913].
- Heinrich Heine's sämtliche Werke. Hrsg. von Ernst Elster. Kritisch durchgesehene und erläuterte Ausgabe [Sieben Bände], Leipzig und Wien: Bibliographisches Institut, [1887–1890].
  - Heinrich Heine: Werke. Vier Bände. Herausgegeben von Ernst Elster. Zweite, kritisch durchgesehene und erläuterte Ausgabe, Leipzig: Bibliographisches Institut, 1925 [die vorgesehenen Bände 5 bis 7 sind nicht erschienen].
- Herders Werke. Herausgegeben von Heinrich Kurz. Kritisch durchgesehene und erläuterte Ausgabe [Vier Bände], Leipzig / Wien: Bibliographisches Institut, [1870–1872].
  - Herders Werke. Herausgegeben von Theodor Matthias. Kritisch durchgesehene und erläuterte Ausgabe [Fünf Bände], Leipzig / Wien: Bibliographisches Institut, [1903].
- Hoffmanns Werke. Hrsg. von Viktor Schweizer und Paul Zaunert. Kritisch durchgesehene und erläuterte Ausgabe [Vier Bände], Leipzig / Wien: Bibliographisches Institut, [1896].
- Immermanns Werke. Hrsg. von Harry Maync. Kritisch durchgesehene u. erläuterte Ausgabe [Fünf Bände], Leipzig und Wien: Bibliographisches Institut, [1906].
- Kleists Werke. Hrsg. von Erich Schmidt. Kritisch durchgesehene und erläuterte Gesamtausgabe [Fünf Bände], Leipzig / Wien: Bibliographisches Institut, [1905].
- Körners Werke. Hrsg. von Hans Zimmer. Kritisch durchgesehene und erläuterte Ausgabe [Zwei Bände], Leipzig / Wien: Bibliographisches Institut, [1893].
- Lenaus Werke. Hrsg. von Carl Hepp. Kritisch durchgesehene und erläuterte Ausgabe [Zwei Bände], Leipzig und Wien: Bibliographisches Institut, 1903.
- Lessings Werke. Hrsg. von Franz Bornmüller [Fünf Bände], Leipzig / Wien: Bibliographisches Institut, [um 1890].
  - Lessings Werke. Hrsg. von Georg Witkowski. Kritisch durchgesehene und erläuterte Ausgabe [Sieben Bände], Leipzig / Wien: Bibliographisches Institut, [ca. 1916].
- Ludwig: Werke. Sieben Bde.
- Mörikes Werke. Hrsg. von Harry Maync. Kritisch durchgesehene und erläuterte Ausgabe [Drei Bände], Leipzig / Wien: Bibliographisches Institut, [1914].
- Das Nibelungenlied. Übersetzt von Karl Simrock. Hrsg. von Georg Holz. Kritisch durchgesehene und erläuterte Ausgabe, Leipzig / Wien: Bibliographisches Institut, [1909] (übernommen aus der Reihe Meyers Volksbücher: Leipzig / Wien: Bibliographisches Institut, [1875]).
- Novalis' Werke / Friedrich de La Motte Fouqué' Undine. Hrsg. von Julie Dohmke. Kritisch durchgesehene und erläuterte Ausgabe, Leipzig / Wien: Bibliographisches Institut, [1892].
  - Novalis' Schriften. Hrsg. von Paul Kluckhohn und Richard Samuel. Nach den Handschriften ergänzte und neugeordnete Ausgabe [Vier Bände], Leipzig / Wien: Bibliographisches Institut, 1928 [tatsächlich 1929].
- Jean Pauls Werke. Herausgegeben von Rudolf Wustmann. Kritisch durchgesehene und erläuterte Ausgabe [Vier Bände], Leipzig und Wien: Bibliographisches Institut, 1908.
- Platens Werke. Hrsg. von Georg Andreas Wolff und Viktor Schweizer. Kritisch durchgesehene und erläuterte Ausgabe [Zwei Bände], Leipzig / Wien: Bibliographisches Institut, [1895].
- Racines ausgewählte Tragödien. Aus dem Französischen von Adolf Laun, Leipzig: Bibliographisches Institut, [ca. 1880].
- Reuters Werke. Bände. Unter Mitwirkung von Conrad Borchling und Ernst Brandes hrsg. von Wilhelm Seelmann. Kritisch durchgesehene und erläuterte Ausgabe [Sieben Bände], Leipzig u. Wien: Bibliographisches Institut, 1905/06.
- Friedrich Rückert: Werke. Zwei Bände. Hrsg. von Georg Ellinger. Kritisch durchgesehene und erläuterte Ausgabe, Leipzig / Wien: Bibliograph. Institut, [1897].
- Schillers Werke. Hrsg. von Ludwig Bellermann. Kritisch durchgesehene und erläuterte Ausgabe [„Große Ausgabe“; Vierzehn Bände], Leipzig / Wien: Bibliographisches Institut, [1895–1897].
  - Schillers Werke. Im Verein mit Robert Petsch, Albert Leitzmann und Wolfgang Stammler herausgegeben von Ludwig Bellermann. Zweite, kritisch durchgesehene und erläuterte Ausgabe [„Große Ausgabe“; Fünfzehn Bände], Leipzig / Wien: Bibliographisches Institut, [1922].
  - Schillers Werke. Nach d. v. Ludwig Bellermann besorgten Ausgabe neubearb. von Benno von Wiese. Mit Federzeichn. von Karl Wernicke [Zwölf Bände], Leipzig: Bibliogr. Inst., [1936–1937].
- Schillers Werke. Hrsg. von Ludwig Bellermann. Kritisch durchgesehene und erläuterte Ausgabe [„Kleine Ausgabe“; Acht Bände], Leipzig / Wien: Bibliographisches Institut, [1895/1896].
- William Shakespeare: Dramatische Werke. Zehn Bänden. Übersetzt von August Wilhelm von Schlegel und Ludwig Tieck. Herausgegeben von Alois Brandl, Leipzig / Wien: Bibliographisches Institut, [1897–1899].
- Sophokles' Tragödien. Übers. von Heinrich Viehoff, Leipzig : Bibliogr. Inst., [1881].
- Theodor Storm: Werke. Herausgegeben von Theodor Hertel. Kritisch durchgesehene und erläuterte Ausgabe [Sechs Bände; "Große Ausgabe], Leipzig / Wien: Bibliographisches Institut, [1918].
  - Theodor Storm: Werke. [Vier Bände; "Kleine Ausgabe].
- Tiecks Werke. Herausgegeben von Gotthold Ludwig Klee. Kritisch durchgesehene und erläuterte Ausgabe [Drei Bände], Leipzig / Wien: Bibliographisches Institut, [1892].
- Uhlands Werke. Herausgegeben von Ludwig Fränkel. Kritisch durchgesehene und erläuterte Ausgabe [Zwei Bände], Leipzig und Wien: Bibliographisches Institut, [1893].
- Wielands Werke. Hrsg. von Heinrich Kurz. Kritisch durchgesehene und erläuterte Ausgabe [Drei Bände], Leipzig / Wien: Bibliographisches Institut, [1870].
  - Wielands Werke. Hrsg. v. Gotthold Klee. Kritisch durchgesehene und erläuterte Ausgabe [Vier Bände], Leipzig und Wien: Bibliographisches Institut, [1900].